# Dorothee Sölle
Dorothee Sölle   (Colònia, 30 de setembre de 1929 - Göppingen, 27 d'abril de 2003) va ser una teòloga protestant i activista alemanya, seguidora de la teologia de l'alliberament i de la teologia feminista. Va especialitzar-se en literatura i en les connexions entre poesia i teologia.
Va ser molt activa en les protestes contra la Guerra del Vietnam i participà en l'organització de les Politisches Nachtgebet (‘nits de pregària i política’). Fou la creadora del terme cristofeixisme i és autora de diversos llibres, entre els quals Reflections on God (1968), Suffering (1975), Creative Disobedience (1995) o The Silent Cry: Mysticism and Resistance (1997).
L'any 1994 fou nomenada professora honorària de la Universitat d'Hamburg on va ser professora de teologia sistemàtica.].